# اثر کامپتون
اثر کامپتون یا پراکندگی کامپتون، یک پدیده در فیزیک است. در پدیده کامپتون پرتو ایکس در اثر اندرکنش با ماده انرژی خود را از دست داده و از این‌رو طول موجش افزایش می‌یابد. به عبارت دیگر، پراکندگی کامپتون، پراکندگی ناکشسان یک فوتون توسط یک ذره باردار و معمولاً الکترون است و باعث کاهش انرژی (افزایش طول موج) فوتون (که ممکن است یک پرتو ایکس یا پرتو گاما باشد) می‌شود که به اثر کامپتون مشهور است. بخشی از انرژی فوتون به الکترون پس‌زده‌شده منتقل می‌شود. پراکندگی معکوس کامپتون نیز وجود دارد که در آن ذره باردار بخشی از انرژی‌اش را به یک فوتون می‌دهد.

یک فوتون با طول موج با یک ماده (مانند الکترون) برخورد کرده و فوتون جدیدی با طول موج می سازد که با زاویه θ تغییر جهت داده است. ماده نیز در جهت ضربه حرکت کرده است.

تفرق کامپتون.

معادله پراش کامپتون به صورت زیر است:
{\displaystyle \lambda '-\lambda ={\frac {h}{m_{e}c}}(1-\cos {\theta })}
که در آن:
{\displaystyle \lambda } طول موج فوتون قبل از پراش
{\displaystyle \lambda '} طول موج فوتون بعد از پراش
me جرم الکترون
θ زاویه تغییر جهت حرکت فوتون
h ثابت پلانک
و c سرعت نور است.
اثر کامپتون را می‌توان به صورت برخورد فوتون-الکترون دانست که در آن انرژی و تکانه کل ثابتند.
آرتور هالی کامپتون در سال ۱۹۲۷ جایزه نوبل فیزیک را به خاطر کشف این پدیده در دانشگاه واشنگتن در سنت لوییس دریافت نمود.
این پدیده در اخترفیزیک و فیزیک پزشکی اهمیت فراوان دارد.

## تشریح و استخراج فرمول تفرق کامپیتون

انرژی یک فوتون 500Kv و بک الکترون بعد از برخورد. (در اثر کامپتون)

یک فوتون {\displaystyle \gamma } با طول موج {\displaystyle \lambda } با یک الکترون {\displaystyle e} در یک اتم برخورد می‌نماید. این برخورد موجب ایجاد فوتون جدیدی{\displaystyle \gamma '} با طول موج {\displaystyle {\lambda }'} با زاویه {\displaystyle \theta }، نسبت به راستای برخود فوتون، می‌گردد.
با کمک رابطه {\displaystyle E=mc^{2}} و معادله انرژی پلانک و قانون پایستگی انرژی-جرم و پایستگی تکانه، می‌توان روابط زیر را برای دستیابی به معادله تفرق کامپتون، بدست آورد.
از معادلات پایستگی انرژی کلی فوتون و الکترون، قبل و بعد از برخود داریم:
{\displaystyle E_{\gamma }+E_{e}=E_{\gamma '}+E_{e'}.\!}
از پایستگی تکانه داریم:
{\displaystyle \mathbf {p} _{\gamma }=\mathbf {p} _{\gamma '}+\mathbf {p} _{e'},}

انرژی فوتون وابسته به فرکانس فوتون می‌باشد (معادله پلانک). انرژی فوتون قبل و بعد از برخورد:
{\displaystyle E_{\gamma }=hf\!}
{\displaystyle E_{\gamma '}=hf'\!}
h ثابت پلانک می‌باشد.
پیش از برخورد فوتون با الکترون با در نظر گرفتن حالت سکون برای الکترون، میزان انرژی حالت سکون الکترون از رابطه زیر به دست می‌آید:
{\displaystyle E_{e}=m_{e}c^{2}\!}
انرژی الکترون بعد از برخورد فوتون:
{\displaystyle E_{e'}={\sqrt {(p_{e'}c)^{2}+(m_{e}c^{2})^{2}}}.}
معادله انرژی قبل و بعد از برخورد:
{\displaystyle hf+m_{e}c^{2}=hf'+{\sqrt {(p_{e'}c)^{2}+(m_{e}c^{2})^{2}}}.\,}
از به توان دو رساندن رابطه فوق و چینش مجدد رابطه داریم:
{\displaystyle p_{e'}^{\,2}c^{2}=(hf+m_{e}c^{2}-hf')^{2}-m_{e}^{2}c^{4}.\qquad \qquad (1)\!}
از پایستگی تکانه داریم:
{\displaystyle \mathbf {p} _{e'}=\mathbf {p} _{\gamma }-\mathbf {p} _{\gamma '}.}
با ضرب اسکالر داریم:
{\displaystyle {\begin{aligned}p_{e'}^{\,2}&=\mathbf {p} _{e'}\cdot \mathbf {p} _{e'}=(\mathbf {p} _{\gamma }-\mathbf {p} _{\gamma '})\cdot (\mathbf {p} _{\gamma }-\mathbf {p} _{\gamma '})\\&=p_{\gamma }^{\,2}+p_{\gamma '}^{\,2}-2p_{\gamma }\,p_{\gamma '}\cos \theta .\end{aligned}}}
دو طرف معادله را در {\displaystyle c^{2}} ضرب می‌نماییم:
{\displaystyle p_{e'}^{\,2}c^{2}=p_{\gamma }^{\,2}c^{2}+p_{\gamma '}^{\,2}c^{2}-2c^{2}p_{\gamma }\,p_{\gamma '}\cos \theta .}
پس از جاگذاری تکانه فوتون با {\displaystyle hf/c} خواهیم داشت:

{\displaystyle p_{e'}^{\,2}c^{2}=(hf)^{2}+(hf')^{2}-2(hf)(hf')\cos {\theta }.\qquad \qquad (2)}
حال معادلات ۱ و ۲ را مساوی قرار می‌دهیم:
{\displaystyle (hf+m_{e}c^{2}-hf')^{2}-m_{e}^{\,2}c^{4}=\left(hf\right)^{2}+\left(hf'\right)^{2}-2h^{2}ff'\cos {\theta }.,}
{\displaystyle 2hfm_{e}c^{2}-2hf'm_{e}c^{2}=2h^{2}ff'\left(1-\cos \theta \right).\,}
دو طرف معادله را بر {\displaystyle (2h{\text{ }}f{\text{ }}f{\text{ }}'m_{e}{\text{ }}c)} تقسیم می‌نماییم:
{\displaystyle {\frac {c}{f'}}-{\frac {c}{f}}={\frac {h}{m_{e}c}}\left(1-\cos \theta \right).\,}
{\displaystyle f\lambda =f^{\prime }\lambda ^{\prime }=c,}
معادله تفرق کامپتون به شکل زیر به دست می‌آید:
{\displaystyle \lambda '-\lambda ={\frac {h}{m_{e}c}}(1-\cos {\theta }).\,}